# 日吉町駅
日吉町駅（ひよしちょうえき）は、静岡県静岡市葵区鷹匠二丁目にある静岡鉄道静岡清水線の駅である。駅番号はS02。

## 歴史
- 1908年（明治41年）12月9日：台所町駅（だいどころまち）として開業。
- 1945年（昭和20年）6月：廃止。
- 年月日不詳：日吉町駅として復活。

## 駅構造

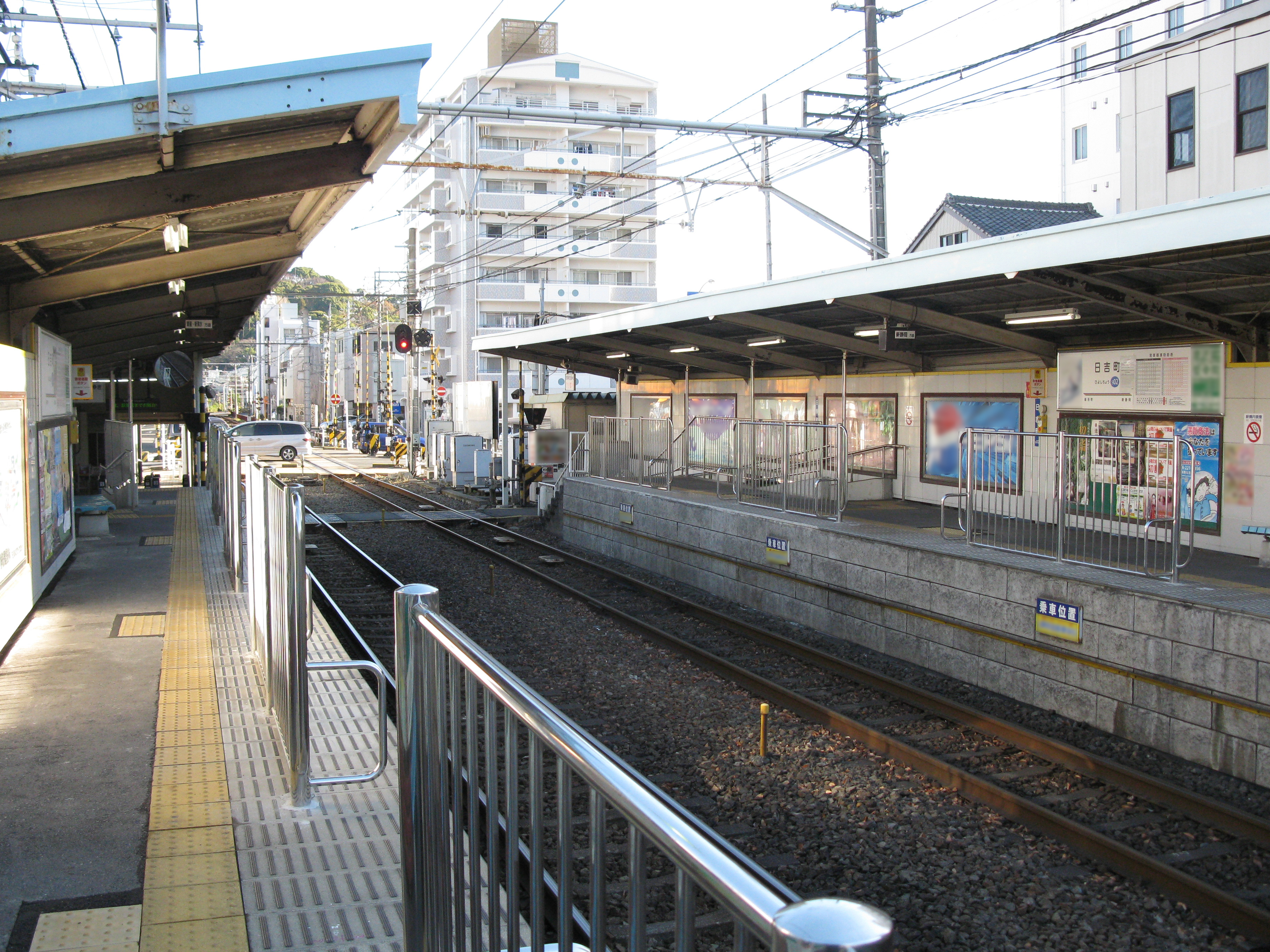
ホーム（2010年12月）

相対式2面2線のホームを持つ地上駅。ホーム間の移動は、構内踏切を利用する。駅舎は1番線の新清水寄りにある。2番線の新清水寄りには2013年に供用が開始された、平日朝のみ利用可能な「ICカード専用改札口」がある。

### のりば
| 乗り場 | 路線        | 方向 | 行先       |
| ------ | ----------- | ---- | ---------- |
| 1      | ●静岡清水線 | 下り | 新清水方面 |
| 2      | ●静岡清水線 | 上り | 新静岡方面 |

## 利用状況
「静岡市統計書」によれば、2023年度の一日平均乗車人員は630人、降車人員は664人であった。この乗降人員数は静岡清水線全15駅中14番目である。なお、同統計によれば、近年の乗降人員は以下の通りである。
| 年度               | 1日平均乗降人員 | 1日平均乗降人員 | 1日平均乗降人員 |
| 年度               | 乗車人員        | 降車人員        | 合計            |
| ------------------ | --------------- | --------------- | --------------- |
| 2002年（平成14年） | 523             | 372             | 895             |
| 2003年（平成15年） | 532             | 387             | 919             |
| 2004年（平成16年） | 554             | 398             | 952             |
| 2005年（平成17年） | 646             | 684             | 1,330           |
| 2006年（平成18年） | 581             | 410             | 991             |
| 2007年（平成19年） | 577             | 422             | 999             |
| 2008年（平成20年） | 695             | 813             | 1,508           |
| 2009年（平成21年） | 843             | 871             | 1,714           |
| 2010年（平成22年） | 799             | 519             | 1,318           |
| 2011年（平成23年） | 753             | 576             | 1,329           |
| 2012年（平成24年） | 663             | 572             | 1,235           |
| 2013年（平成25年） | 687             | 672             | 1,359           |
| 2014年（平成26年） | 712             | 715             | 1,427           |
| 2015年（平成27年） | 715             | 736             | 1,451           |
| 2016年（平成28年） | 712             | 735             | 1,447           |
| 2017年（平成29年） | 729             | 753             | 1,482           |
| 2018年（平成30年） | 725             | 754             | 1,479           |
| 2019年（令和元年） | 729             | 764             | 1,493           |
| 2020年（令和02年） | 551             | 575             | 1,126           |
| 2021年（令和03年） | 583             | 605             | 1,188           |
| 2022年（令和04年） | 610             | 641             | 1,251           |
| 2023年（令和05年） | 630             | 664             | 1,294           |

## 駅周辺
- しずおか信用金庫本店
- 国道1号
- 玉桂山華陽院 - 華陽院墓所
- 鷹匠公園
- 伝馬公園
- 静岡学園中学校・高等学校
- JR東海 静岡駅

## その他
- パサールカードには、「日吉」と表示されていた[要出典]。
- 日吉町という地名は、1970年11月の住居表示実施により、旧鷹匠町二丁目と併せて鷹匠二丁目に改称されて消滅した[要出典]。
- 1996年（平成8年）3月31日以前のダイヤにおいては急行通過駅であったが、2011年（平成23年）10月1日のダイヤ改正により、通勤急行（新静岡行き）が停車するようになった。急行（新清水行き）は以前と同様、通過する。

## 隣の駅
静岡鉄道
S 静岡清水線
■急行
通過
■通勤急行
新静岡駅 (S01) ← 日吉町駅 (S02) ← 古庄駅 (S07)
■普通
新静岡駅 (S01) - 日吉町駅 (S02) - 音羽町駅 (S03)